# カンサス・シティ (曲)
「カンサス・シティ」（Kansas City）は、1952年にジェリー・リーバーとマイク・ストーラーによって書かれた楽曲である。同年にリトル・ウィリー・リトルフィールドによって録音された後、1959年にウィルバート・ハリスンによるカバー・バージョンが発売され、シングルチャートで第1位を獲得した。本作は、「リーバーとストーラーの最も多く録音された曲の1つで、300以上のバージョンが存在する」とされており、R&Bやポップスのレコード・チャートにも度々登場している。

## 原曲
「カンサス・シティ」は、ロサンゼルスに住む19歳のR&Bを好むジェリー・リーバーとマイク・ストーラーの2人によって書かれた楽曲。2人ともカンザスシティを訪れたことはなかったが、ビッグ・ジョー・ターナーのレコードに触発されて本作を書いた。
プロデューサーのラルフ・バスとのつながりで、2人は西海岸のR&B歌手であるリトル・ウィリー・リトルフィールドのために「カンサス・シティ」を書き下ろした。曲のメロディーをめぐって、当初伝統的なブルースを好んでいたリーバーと、個性的なボーカルラインを望んでいたストーラーとの間で意見の相違があったが、最終的にストーラーの意見が通った。アレンジはマックスウェル・デイヴィスが手がけており、デイヴィスはテナー・サックスの演奏も担当している。リトルフィールドは、1952年にロサンゼルスで本作のレコーディングを行なった。その後バスによって、タイトルを「K.C.ラヴィング」（K.C. Loving）に変更された。同年にフィデラル・レコードからシングル盤として発売されたが、シングルチャート入りすることはなかった。

## リトル・リチャードによるカバー
1955年にリトル・リチャードは、2つのバージョンの「カンサス・シティ」を録音しており、いずれも数年後に発売された。1つ目のバージョンは原曲に近いアレンジで、1970年11月に発売されたコンピレーション・アルバム『Well Alright!』に収録された。2つ目のバージョンはリチャードによって大幅に作り直されたアレンジで、「Hey, hey, hey, hey; Hey baby, hey child, hey now」というフレーズから始まるリフレインが強調されている。このアレンジは、1958年末に発売されたアルバム『ザ・ファビュラス・リトル・リチャード』に収録され、1959年4月にシングル盤として発売された。シングル盤は、全英シングルチャートで最高位26位を獲得した。
1956年5月9日にリチャードは、6か月前に録音した「カンサス・シティ」の第2バージョンの一部分と似た「ヘイ・ヘイ・ヘイ・ヘイ」のレコーディングを行なった。同作は1958年1月にシングル盤『グッド・ゴーリー・ミス・モリー』のB面曲として発売され、同年7月に発売されたアルバム『リトル・リチャード』に収録された。

## ウィルバート・ハリスンによるカバー
リトルフィールドの「K.C.ラヴィング」を数年にわたって演奏していたウィルバート・ハリスンは、1959年に本作のレコーディングを行なうことを決めた。リチャートによるカバー・バージョンの発売後の1959年3月、ニューヨークにあるスタジオでフューリーのボビー・ロビンソンのプロデュースのもと、ハリスンはギタリストのワイルド・ジミー・スプルーイルを含む3人で、レコーディングを行なった。同年末にフューリー・レコードからシングル盤として発売された。
曲のアレンジは、リトルフィールドによる演奏とほぼ変化はないが、スプルーイルが演奏するリズムギターとギターソロによるシャッフル・グルーヴが特徴となっている。ハリスンによるカバー・バージョンは、元のタイトルである「カンサス・シティ」で発売されたが、リフレインの歌詞が「They got some crazy little women there, and I'm gonna get me one」に変更されている。
ハリスンによるカバー・バージョンは、『ビルボード』誌が発表したBillboard Hot 100とHot R＆B / Hip-Hop Songsチャートで7週連続で第1位を獲得し、1959年最も売れたレコードの1つとなった。なお、同作はアメリカでSP盤としてリリースされた最後の作品となった。
1960年にはハリスンによる本作のアンサーソング「Goodbye Kansas City」が発表された。

### チャート成績
| チャート (1959年)                      | 最高位 |
| -------------------------------------- | ------ |
| ベルギー (Ultratop 50 Flanders)        | 18     |
| ベルギー (Ultratop 50 Wallonia)        | 24     |
| US Billboard Hot 100                   | 1      |
| US Hot R&B / Hip-Hop Songs (Billboard) | 1      |

## ビートルズによるカバー
ビートルズは、ハンブルクに滞在していた1961年春より「カンサス・シティ」を演奏していて、1964年10月にリトル・リチャードによるカバー・バージョンを基にレコーディングを行なった。

### 背景
ポール・マッカートニーが本作を知ったのは、1959年前半にリチャードによるカバー・バージョンの7インチシングル盤がイギリスで再発売されたときだった。マッカートニーはリチャードによる演奏を敬っていたが、ウィルバート・ハリスンのバージョンは知らなかった。1960年初夏に本作を初めて演奏しており、マッカートニーがメモ用紙に書き写したセットリストから確認できる。
1961年6月に行なわれたトニー・シェリダンとのレコーディング・セッションで本作を録音したとされている。1962年8月22日にビートルズはテレビ初出演を果たし、キャヴァーン・クラブで「サム・アザー・ガイ」と「カンサス・シティ/ヘイ・ヘイ・ヘイ・ヘイ」を演奏した。この時の演奏について、ビートルズの歴史家であるマーク・ルイソンは「印象的」とし、「高音パートが2分半の間、大きく、強く、メロディックに、豪快に歌われている」と評している。1962年12月のハンブルクのスター・クラブ公演でも演奏されており、当時の演奏が1977年に発売された『デビュー! ビートルズ・ライヴ'62』に収録されている。1963年7月16日にBBCラジオの番組用にメドレー曲の録音が行なわれており、1994年に発売された『ザ・ビートルズ・ライヴ!! アット・ザ・BBC』に当時の演奏が収録されている。同作に収録された演奏について、音楽評論家のイアン・マクドナルドは「力強いマッカートニーのボーカルと攻撃的なハリスンのソロをフィーチャーした、一般的には凡庸といえるコレクションのハイライトの1つ」と評している。
スタジオでのレコーディングが行われる1か月前、ビートルズは1964年9月17日にカンザスシティ・ミュニシパル・スタジアムで行なわれたライブで、本作を演奏している。マクドナルドは「この曲が引き起こした反応によって、LPに収録されることが確実となった」と述べている。

### レコ―ディング
1964年のイギリスツアーの休日となった10月18日、ビートルズはメドレー「カンサス・シティ/ヘイ・ヘイ・ヘイ・ヘイ」のレコーディングを行なった。リハーサル時にマッカートニーにとって歌いにくいパートが存在していた。後にマッカートニーは、ジョン・レノンの「君ならもっと上手くできるはずだ」という言葉に励まされたと明かしている。2テイク録音され、テイク1がベストとされている。それぞれのテイクでジョージ・ハリスンのギターソロのフレーズが異なっている。本作のレコーディングで、ハリスンはグレッチの6122 Country Gentlemanを使用し、レノンは1958年製のリッケンバッカー・325カプリを使用した。プロデューサーのジョージ・マーティンによってピアノのパートが加えられているが、ルイソンはピアノのパートについて「レコードではほとんど認識できない」と述べている。10月26日にマーティンは、エンジニアのノーマン・スミスやトニー・クラークとともに、モノラル・ミックスとステレオ・ミックスを作成した。
マクドナルドは、ビートルズによるカバー・バージョンについて「ビートルズの最高のカバーの1つ」と評している。

### リリース
ビートルズによるカバー・バージョンは、1964年12月4日に発売されたイギリス盤公式オリジナル・アルバム『ビートルズ・フォー・セール』に収録され、アメリカでは翌年の1965年6月14日に『ビートルズ VI』の収録曲として発売された。また、キャピトル・レコードの「スターライン」シリーズの一環として、1965年10月にB面に「ボーイズ」を収録したシングル盤が発売された。また、日本では1965年3月15日にB面に「アイル・フォロー・ザ・サン」を収録したシングル盤が発売されている。
1995年に発売された『ザ・ビートルズ・アンソロジー1』にテイク2が収録されているが、マーティンによってオーバー・ダビングされたピアノのパートは含まれていない。1962年12月のハンブルク公演でのライブ音源は、1977年に発売された『デビュー! ビートルズ・ライヴ'62』に収録されている。

### クレジット
※出典
- ポール・マッカートニー - ベース、リード・ボーカル
- ジョン・レノン - リズムギター、バッキング・ボーカル
- ジョージ・ハリスン - リードギター、バッキング・ボーカル
- リンゴ・スター - ドラム
- ジョージ・マーティン - ピアノ

## ジェームズ・ブラウンによるカバー
ジェームズ・ブラウンは、1967年に「カンサス・シティ」のレコーディングを行なった。同年にシングル盤として発売され、『ビルボード』誌のR&Bチャートで最高位21位、Hot 100シングルチャートで最高位55位を獲得した。1975年に発売されたアルバム『ハッスル&ダブル・バンプ』には、7分以上におよぶ本作のジャムが収録されている。
ライブで演奏されたこともあり、『ライヴ・アット・ジ・アポロ Vol.II』（1968年）や『セイ・イット・ライヴ・アンド・ラウド』（1998年）などのライブ・アルバムにライブ音源が収録されている。

## 文化的影響など
2001年、ウィルバート・ハリスンの「カンサス・シティ」がグラミーの殿堂入りを果たし、ロックの殿堂が選ぶ「500 Songs That Shaped Rock」にも含まれた。
2005年、カンザスシティは本作を公式ソングとして採用し、Goin' To Kansas City Plazaに捧げられた。
上記のアーティストの他にも、トリニ・ロペスやハンク・バラード、ファッツ・ドミノなど多数のアーティストによってカバーされており、1963年に発売されたロペスによるカバー・バージョンは、アメリカのBillboard Hot 100で最高位23位、イギリスの全英シングルチャートで最高位36位、ベルギーのUltratop Singles Top 50で最高位8位を獲得した。